# CSI: Vegas
CSI: Vegas è una serie televisiva statunitense che ha debuttato sulla CBS il 6 ottobre 2021.
È un sequel della lunga serie CSI - Scena del crimine, quarto spin-off del franchise di CSI. La serie ha come protagonisti William Petersen e Jorja Fox nei panni di Gil Grissom e Sara Sidle, riprendendo i loro ruoli interpretati nella serie madre, mentre Paula Newsome, Matt Lauria, Mel Rodriguez e Mandeep Dhillon interpretano nuovi personaggi. Wallace Langham e Paul Guilfoyle riprendono anche i loro ruoli di David Hodges e Jim Brass, venendo accreditati come guest star. La prima stagione comprende dieci episodi. Il 15 dicembre 2021, la serie è stata rinnovata per una seconda stagione, in cui non tornerà Petersen, che rimarrà come produttore esecutivo, ma si inserirà Marg Helgenberger che interpreterà nuovamente Catherine Willows, un membro del cast della serie originale.

## Episodi
| Stagione         | Episodi | Prima TV originale | Prima TV in italiano |
| ---------------- | ------- | ------------------ | -------------------- |
| Prima stagione   | 10      | 2021               | 2022                 |
| Seconda stagione | 21      | 2022-2023          | 2023                 |
| Terza stagione   | 10      | 2024               | 2024                 |

## Personaggi e interpreti

### Personaggi principali
- Maxine "Max" Roby (stagione 1–3), interpretata da Paula Newsome, doppiata da Laura Romano.
Capo del laboratorio di Las Vegas.
- Joshua "Josh" Folsom (stagione 1–3), interpretato da Matt Lauria, doppiato da Gianfranco Miranda.
Agente della scientifica di livello III che è in genere l'investigatore principale sui casi. Viene retrocesso ad agente di livello I alla fine del terzo episodio della terza stagione, salvo poi tornare agente di livello III alla fine della stessa stagione.
- Ahalya "Allie" Rajan (stagione 1–3), interpretata da Mandeep Dhillon, doppiata da Isabella Benassi.
Agente della scientifica di livello II emigrata a Las Vegas per seguire i suoi sogni.
- Dott. Hugo Ramirez (stagione 1), interpretato da Mel Rodriguez, doppiato da Gianluca Machelli.
Medico legale capo.
- Sara Sidle (stagione 1), interpretata da Jorja Fox, doppiata da Tiziana Avarista.
- Gil Grissom (stagione 1[1]), interpretato da William Petersen, doppiato da Francesco Pannofino.
- Christopher "Chris" Park (stagione 2–3, ricorrente stagione 1), interpretato da Jay Lee, doppiato da Federico Campaiola.
- Serena Chavez, interpretata da Ariana Guerra (stagione 2–3).
Un detective della omicidi.
- Thomas "Beau" Finado, interpretato da Lex Medlin (stagione 2–3).
Agente della scientifica di livello I.
- Catherine Willows (stagione 2–3), interpretata da Marg Helgenberger, doppiata da Claudia Razzi.
- Penelope "Penny" Gill, interpretata da Sarah Gilman (ricorrente stagione 1/2, stagione 3)

### Personaggi secondari
- Jim Brass interpretato da Paul Guilfoyle, doppiato da Nino Prester.
- David Hodges, interpretato da Wallace Langham, doppiato da Enzo Avolio.
- Anson Wix, interpretato da Jamie Mcshane, doppiato da Stefano Benassi.
- Will Carson, interpretato da Sean James.
Detective della omicidi.
- Nora Cross, interpretata da Kat Foster, doppiata da Georgia Lepore.
Detective degli Affari Interni.
- Emma Hodges, interpretata da Chelsey Crisp, doppiata da Francesca Manicone.
Moglie di David.

## Produzione

### Sviluppo
Poco dopo la cancellazione dell'ultima serie del franchise, CSI: Cyber, nel 2016, è stato annunciato che i produttori erano aperti a rilanciare il franchise, e il presidente della CBS Entertainment, Glenn Geller, ha detto: «Siamo incredibilmente orgogliosi di tutti gli spettacoli della CSI. Potrebbe tornare in un'altra incarnazione». Il 10 febbraio 2020, è stato annunciato che un sequel è stato discusso, da Jason Tracey, CBS Studios, e Jerry Bruckheimer Television, con Tracey, Jerry Bruckheimer e Jonathan Littman come produttori esecutivi. Il 10 agosto 2020, è stato annunciato che la serie era ancora in sviluppo, ora intitolata CSI: Vegas, con la star originale William Petersen, insieme a Tracey, Bruckheimer, Littman, Kirstieanne Reed, Zuiker, Craig O'Neill e Cynthia Chvatal. Nel febbraio 2021, la serie si stava avvicinando ad un ordine formale diretto. È stato anche annunciato che, anche se è stato annunciato come una serie di eventi, potrebbe diventare una serie in corso in onda più stagioni. Il 31 marzo 2021, è stato annunciato che CSI: Vegas aveva ufficialmente ricevuto l'ordine di serie, con Uta Briesewitz a dirigere il pilota.

### Cast
Il 10 febbraio 2020, è stato annunciato che i due protagonisti, William Petersen e Jorja Fox, erano in trattative per riprendere potenzialmente il loro ruolo di Gil Grissom e Sara Sidle. Il 10 agosto 2020, è stato annunciato che Petersen e Fox erano ancora in trattative per tornare, e che il casting era in corso per cinque nuovi personaggi. Il 12 febbraio 2021, fu rivelato che Paula Newsome, Matt Lauria e Mel Rodriguez erano stati scelti per la serie. Lauria e Rodriguez sono stati entrambi ospiti della serie. È stato anche rivelato che Petersen e Fox stavano finalizzando i loro accordi. Il 31 marzo 2021, è stato annunciato che Mandeep Dhillon era stata inserita nella serie. Più tardi quel giorno, fu rivelato che Wallace Langham avrebbe ripreso il suo ruolo di David Hodges, e Petersen e Fox furono ufficialmente annunciati come cast. Il 3 maggio 2021, è stato annunciato che Jamie Mcshane aveva avuto un ruolo ricorrente e che Paul Guilfoyle avrebbe ripreso il suo ruolo di Jim Brass in due episodi. Nel settembre 2021, Zuiker ha fatto notare che altri personaggi di CSI: Scena del Crimine avrebbero potuto apparire nella serie.

### Riprese
Il 10 agosto 2020, è stato annunciato che le riprese sarebbero iniziate nell'autunno del 2020, ogni volta che le condizioni di COVID-19 avrebbero permesso alla produzione di Hollywood di riprendere. L'8 gennaio 2021 è stato annunciato che la serie avrebbe iniziato la produzione all'inizio del 2021. Le riprese sono iniziate il 4 maggio, e sono programmate fino al 4 novembre 2021, a Los Angeles, in California. Il 22 agosto 2021, è stato riferito che Petersen era stato portato in ospedale dopo essersi ammalato durante le riprese.

## Distribuzione
La serie è stata originariamente programmata per andare in onda il 6 ottobre 2020, per celebrare i 20 anni del giorno della prima di CSI: Scena del crimine (CSI: Crime Scene Investigation). Tuttavia, il 10 agosto 2020, è stato annunciato che a causa delle interruzioni di produzione legate al COVID-19, la serie non sarebbe stata in grado di debuttare nell'ottobre 2020. L'8 gennaio 2021 è stato annunciato che la serie andrà in onda durante la stagione televisiva 2021-2022. Il 19 maggio 2021, la CBS annunciò che la serie sarebbe stata trasmessa in anteprima nell'autunno 2021, il mercoledì alle 10 p.m. ET. Il 12 luglio 2021, una prima data del 6 ottobre 2021 è stata annunciata dalla CBS, per celebrare 21 anni dal giorno della prima di CSI: Crime Scene Investigation. La prima stagione comprende dieci episodi